# Petals on the Wind
Petals on the Wind (en español, Pétalos al viento o Pétalos en el viento) es una película de Lifetime estrenada en 2014. Es una secuela de Flowers in the Attic. Está basada en la novela Petals on the Wind, de V. C. Andrews.

## Argumento
Carolina del Sur en 1970: diez años después de lograr escapar del ático en donde los mantenían encerrados, los hermanos sobrevivientes: Cathy, Chris y Carrie Dollanganger asisten al funeral de su padre adoptivo, el doctor Paul Sheffield, quien les dio un buen hogar, los cuidó y les dio la oportunidad de crecer y desarrollarse cuando no tenían a donde ir después de que Henny, los encontrara y los llevara con él. Todavía traumatizados por el abuso de su abuela Olivia, y la traición de su madre Corrine, que los estuvo envenenando mientras se encontraban en el ático y llevó a la muerte al hermano gemelo de Carrie, Cory. Después de que Cathy le llama a su madre y Corrine le cuelga, Cathy no puede creer cómo ella pudo haberlos lastimado tanto y no quererlos, mientras que un completo extraño como Paul, los adoptó y amó. Ahora la abuela de los Dollanganger: Olivia, está invalida luego de haber sufrido un derrame cerebral, constantemente les dice a los sirvientes que Corrine había estado envenenando a sus hijos, ninguno le cree. Por otro lado Corrine, ha estado evitando tener contacto con sus hijos y decide renovar el "Foxworth Hall" para que pueda convertirse en la única propietaria de la mansión.
Durante la última década Cathy se ha convertido en una aspirante a bailarina de ballet, Chris se encuentra en la escuela de medicina y Carrie estudiando en una escuela de élite. Sin embargo las cosas no van bien para Carrie, ya que se encuentra constantemente siendo acosada por su corta estatura. Poco después Cathy conoce a Julian Marquet, un compañero de baile e inmediatamente se siente atraída por él, durante su primera cita, Julian la invita a Nueva York para que haga una prueba para el papel protagónico de "Romeo and Juliet" y ella acepta. 
Más tarde esa noche, Chris le dice a su hermana Cathy que no puede dejar de pensar en ella desde la vez que estuvieron juntos en el ático diez años atrás, finalmente ambos admiten que están enamorados uno del otro y terminan besándose y haciendo el amor. Poco después una triste Cathy le dice a Chris que se va a ir a Nueva York con Julian, ya que siente que sólo está reteniendo a Chris de tener una vida normal, cuando Chris le dice que no quiere estar con nadie más sólo con ella, Cathy le dice que Dios ya los castigó una vez y se revela que Cathy estaba embarazada de Chris (cuyo bebé fue concebido después de su primera relación sexual en el ático), pero que Cathy lo había perdido luego de sufrir un aborto, aunque Chris le dice que nunca va a poder amar a nadie más, Cathy le dice que no pueden cometer los mismos errores que sus padres, un triste Chris le responde que ella es la única mujer a la que va a amar en verdad, por lo que Cathy le suplica que encuentre a alguien más y se feliz. Después de la partida de Cathy, Chris conoce a Sarah Reeves, la hija de su jefe y comienza una relación con ella, aunque no la ama.
Durante su tiempo en Nueva York, la relación entre Cathy y Julian pronto se deteriora cuando él comienza a abusar física y verbalmente de ella, pronto Julian comienza a convertirse en posesivo de ella cuando algún hombre se le acerca, durante una de las pruebas de aptitud para el papel de Julieta, Julian deliberadamente la tira, hiriéndola, para que no sea capaz de obtener el papel que tanto había deseado. Cuando Cathy intenta dejarlo, Julian la golpea y amenaza con matarla a ella y a Chris. Cathy se las arregla para asistir a la graduación de Chris de la escuela de medicina, cuando él se da cuenta de que su hermana tiene un ojo morado, la interroga pero ella le miente para protegerlo y le dice que se había golpeado accidentalmente mientras ensayaba. Cuando Cathy regresa de la graduación de Chris, Julian expresa remordimiento por la forma en que la había tratado y se disculpa, Cathy lo perdona, al día siguiente Julian coloca vidrio en los zapatos de Yolanda Lange, la bailarina escogida para el papel de Julieta ocasionando que se lastime y logrando que Cathy obtenga el papel protagónico. Carrie, continúa siendo intimidada en la escuela por Ashley y Lacy, y comienza a dudar de su imagen, desesperada a escapar del bullying, viaja a Nueva York y le pregunta a Cathy si puede quedarse con ellos un tiempo, cuando Cathy le pregunta si las jóvenes de la escuela la están molestando, Carrie le miente y le dice que no es así y que la razón por la que está en Nueva York es porque la extraña, así que Cathy acepta que se quede con ella. Poco después Chris viaja a Nueva York para asistir a la presentación de Cathy, durante el evento, Chris descubre a Julian tocando inapropiadamente a Carrie y lo confronta, cuando Julian niega las acusaciones de Chris, este molesto lo golpea y terminan peleándose, Julian huye a su coche y Cathy corre atrás de él para calmarlo, mientras Julian maneja furioso Cathy le revela que está esperando un hijo de él pero antes de que Julian pueda reaccionar un coche los golpea y Julian termina muriendo instantáneamente, pero Cathy sobrevive y más tarde da a luz a su primer hijo, Jory.
Diez meses después, las cosas parecen ir mejorando, Cathy abre su propia escuela de ballet, mientras que Carrie conoce y se enamora de Alex Conroy, un ministro local quien poco después le propone matrimonio y ella acepta, sin embargo pronto Carrie comienza a dudar si debería de ser la esposa de un ministro (esto gracias al abuso de su abuela quien les hablaba sobre los castigos de Dios cuando eran pequeños), sin embargo luego de platicar con Cathy, se convence de que debe tener una vida feliz, durante esa plática Carrie le dice a Cathy que lo que Chris había dicho meses atrás era verdad y que Julian si la había tocado inapropiadamente por lo que Cathy se disculpa con ella por no haberla protegido. Carrie decide ir a visitar a su madre durante una reunión de caridad y la invita a su boda, pero cuando Corrine le dice que no la conoce y que no tiene ninguna hija, Carrie queda devastada. Al día siguiente cuando Henny le dice a Cathy que Carrie había preparado unas donas, comienza a sospechar ya que sabe que a Carrie no le gustan, inmediatamente cuando ve un envase con veneno para ratas y las invitaciones de la boda en el basurero y en una de ellas ve el nombre de su madre, Cathy asustada le pregunta a Chris si ha visto a Carrie, cuando él le dice que no, ambos corren a su habitación en donde la encuentran muerta, luego de que Carrie se suicidase, mezclando unas donas con arsénico (el mismo modo que su madre, Corrine, había usado para matar a su hermano gemelo Cory, cuando eran pequeños), lo cual los deja destrozados.
Enfurecida por todos los años de maltrato y por haber ocasionado la muerte de sus hermanos más pequeños, Cathy decide vengarse de su madre. Cathy se hace pasar por una mujer que quiere arreglar la finca Sheffield y contrata al marido de su madre, Bart Winslow. como su abogado. Inmediatamente Bart se siente atraído por Cathy, quien decide seducirlo para vengarse de Corrine, pronto comienza una breve aventura con Bart. Poco después Chris le propone matrimonio a Sarah cuando el padre de esta se lo pide, sin embargo un día antes de la boda, finalmente Chris le admite a Cathy que no quiere casarse con Sarah, ya que no la ama y que sólo quiere estar con ella, aunque Cathy le insiste en que continúe con su vida y sea feliz, Chris le dice que no puede y que durante toda su vida lo único que ha querido es a ella, cuando Cathy le dice que lo ama con todo su corazón terminan besándose, pero Sarah los ve y rompe el compromiso, después de lo sucedido comienzan a esparcirse rumores sobre Chris y Cathy, lo que termina la carrera de Chris. 
Sin nada por qué quedarse, Chris le pide a Cathy que se mude con él y Jory a California para que comiencen una nueva vida juntos en donde nadie los conoce y le dice que la ama y que siempre la ha amado, sin embargo Cathy le dice que todavía no pueden mudarse, ya que tiene que terminar con lo que empezó, también le revela que está esperando un hijo de Bart, cuando Chris le pregunta si lo ama, Cathy le dice que no y que al único que ama es a él. 
Chris decide acompañar a Cathy y así confrontar a su madre de una vez por todas, los hermanos entran a la fiesta de Navidad del Foxworth Hall, cuando Cathy se encuentra con su abuela, la confronta por su hipocresía religiosa y su injustificado abuso hacia ella y sus hermanos, Olivia le dice que ellos siempre serán engendros del diablo, Cathy la confronta nuevamente y le dice que sus palabras ya no la lastiman y se va. Durante la fiesta Cathy finalmente confronta a su madre enfrente de todos y revela sus crímenes, lo que deja aturdidos a todos los invitados e incluso a Bart, quien no sabía que Corrine tenía hijos, aunque desesperada Corrine intenta negar las acusaciones de Cathy, finalmente Olivia hace lo correcto y revela que todo lo que dice Cathy es verdad, presionada por su madre, Corrine finalmente admite todo, pero intenta justificarse diciéndole a Bart que lo que hizo nunca fue con la intención de matar a Cory y que el haberlos dejado encerrados en el ático años atrás había sido porque su padre la hubiera rechazado y dejado sin nada en su testamento, si su padre se hubiera enterado de que había llevado a los niños a su hogar. 
Cuando Cathy luego revela que está embarazada de Bart, lo que ocasiona que él le pida a todos los invitados que se vayan. Bart le pide a Cathy que le explique porqué lo sedujo para vengarse de su madre, y ella le dice que a pesar de que en realidad sí se preocupa por él, lo que hizo fue por razones que nunca va a comprender, mientras tanto Corrine confronta a su madre y le hecha la culpa por el tiempo que tuvieron que pasar sus hijos en el ático cuando eran pequeños, ya que ella le era la que le había dado las instrucciones de dejarlos ahí, también le reclama por no haberla querido, sin embargo Olivia le dice que eso no es verdad y le dice que tiene un regalo para ella, cuando Corrine abre el baúl, descubre varias de sus posesiones más antiguas y entre ellas descubre el cuerpo de Cory lo que la entristece, cuando Chris entra a la habitación, Corrine tiene una crisis nerviosa y lo confunde con su padre Malcolm Foxworth, y le ruega que la ayude a ocultar el cuerpo de Cory y huir, cuando Corrine intenta besarlo Chris disgustado y espantado por la actitud de su madre, la aparta, cuando se da cuenta de que el cuerpo de Cory se encontraba en el ataúd, se enfurece con su madre al descubrir que les había mentido y que nunca había enterrado el cuerpo de Cory, durante su locura Corrine incendia la habitación y a su madre, cuando Bart oye los gritos intenta salvar a Olivia, pero ambos mueren en el incendio. Chris logra sacar a su madre y a Cathy, mientras ambos hermanos salen de la casa, ven como el Foxworth Hall se quema.
Seis años después de lo sucedido, Cathy y Chris están felizmente casados y viven en California con Jory y Bart Jr., bajo el apellido Dollanganger. Mientras que Corrine está encerrada en un hospital psiquiátrico luego de que fuera considerada incompetente para ser juzgada por sus crímenes, en el hospital atormentada por sus acciones Corrine se la pasa gritándole a sus padres y reclamándoles por haberla alejado de sus hijos.

## Reparto[1]

### Personajes principales
- Rose McIver como Catherine "Cathy" Dollanganger/Sheffield, bailarina de ballet y una de las hermanas mayores.
- Wyatt Nash como Christopher "Chris" Dollanganger, Jr./Sheffield, estudiante de medicina y uno de los hermanos mayores.[2][3]
- Bailey De Young como Carrie Dollanganger/Sheffield, estudiante de secundaria y la menor de los Dollanganger.
- Dylan Bruce como Bart Winslow, un abogado y el segundo esposo de Corrine, quien tiene una aventura con Cathy.
- Heather Graham como Corrine Foxworth-Winslow, la madre de Chris, Cathy, Carrie y Cory Dollanganger.
- Ellen Burstyn como Olivia Foxworth, la madre de Corrine y abuela de Cathy, Chris, Carrie y Cory Dollanganger.

### Personajes secundarios
- Will Kemp como Julian Marquet, un bailarín de ballet y el abusivo ex-novio de Cathy Dollanganger.
- Ross Philips como Alex Conroy, el prometido de Carrie Dollanganger.
- Alex Salomon como Jory Marquet, el hijo de Cathy y Julian.
- Jake Vaughn como Bart Winslow Jr., el hijo de Cathy y Bart.
- Ellia English como Henny, la ama de llaves de Cathy, Chris y Carrie Dollanganger.
- Megan Easton como Ashley, una de las estudiantes que acosa a Carrie Dollanganger.
- Skyler Vallo como Lacy St. Morgan, una de las estudiantes que acosa a Carrie Dollanganger.
- Ravil Isyanov como George Korov, director de ballet.
- Molly Hagan como Miss Calhoun, la maestra de Carrie Dollanganger.
- Helen Nasillski como la maestra de ballet de Cathy y madre de Julian.
- Nick Searcy como el doctor Reeves, el jefe de Chris Dollanganger.
- John Paul Green como Jack, uno de los estudiantes de medicina y compañero de Chris Dollanganger.
- Jesse Einstein como Ed, uno de los estudiantes de medicina y compañero de Chris Dollanganger.
- Johnny Sneed como el contractor que trabaja en la remodelación del "Foxworth Hall" a petición de Corrine Foxworth-Winslow.
- Whitney Hoy como Sarah Reeves, la ex-prometida de Chris.
- Stephanie Kim como Yolanda Lange, bailarina de ballet.
- Brody Hutzler como uno de los invitados a la fiesta.

## Producción
Durante el estreno de la película, la cadena anunció que la producción de los siguientes dos libros de la saga de los Dollanganger: "If There Be Thorns" y "Seeds of Yesterday", las cuales se esperan que sean estrenadas en el 2015.
En septiembre del 2014 se anunció que los actores interpretarían a Rachael Carpani y Jason Lewis interpretarán a Cathy and Christopher de grandes durante la película "If There Be Thorns", mientras que los actores Jedidiah Goodacre y Mason Cook darán vida a Jory Marquet y Bart Winslow Jr. respectivamente, los hijos de Cathy.

## Premios y nominaciones
| Año  | Categoría                                                     | Premio            | Nominado/s              | Resultado |
| ---- | ------------------------------------------------------------- | ----------------- | ----------------------- | --------- |
| 2015 | Best Sound Editing - Dialogue and ADR in Long Form Television | Golden Reel Award | Erich Gann y Joe Melody | Nominados |